# Ad Flexum
Ad Flexum era un forte romano che faceva parte della catena di postazioni militari presenti lungo il limes danubiano nel settore pannonico, a protezione del Piccolo Danubio (chiamato anche Moson Donau o Wieselburger Donauarm). Per lunghi tratti, il fiume coincideva con la linea di frontiera romana.
Il forte sorgeva in corrispondenza dell'odierna cittadina di Mosonmagyaróvár (in passato nota come Altenburg) in Ungheria, ma la sua posizione esatta non è ancora nota.
Solo sulla base dei livelli di accumulo e dello sviluppo storico della città è possibile ipotizzare che il centro della struttura militare si trovasse nell'odierno quartiere di Lucsony. Al contrario, è stata ben documentata da scavi archeologici la presenza nello stesso quartiere dell'abitato civile (Vicus) associato al forte.

## Nome

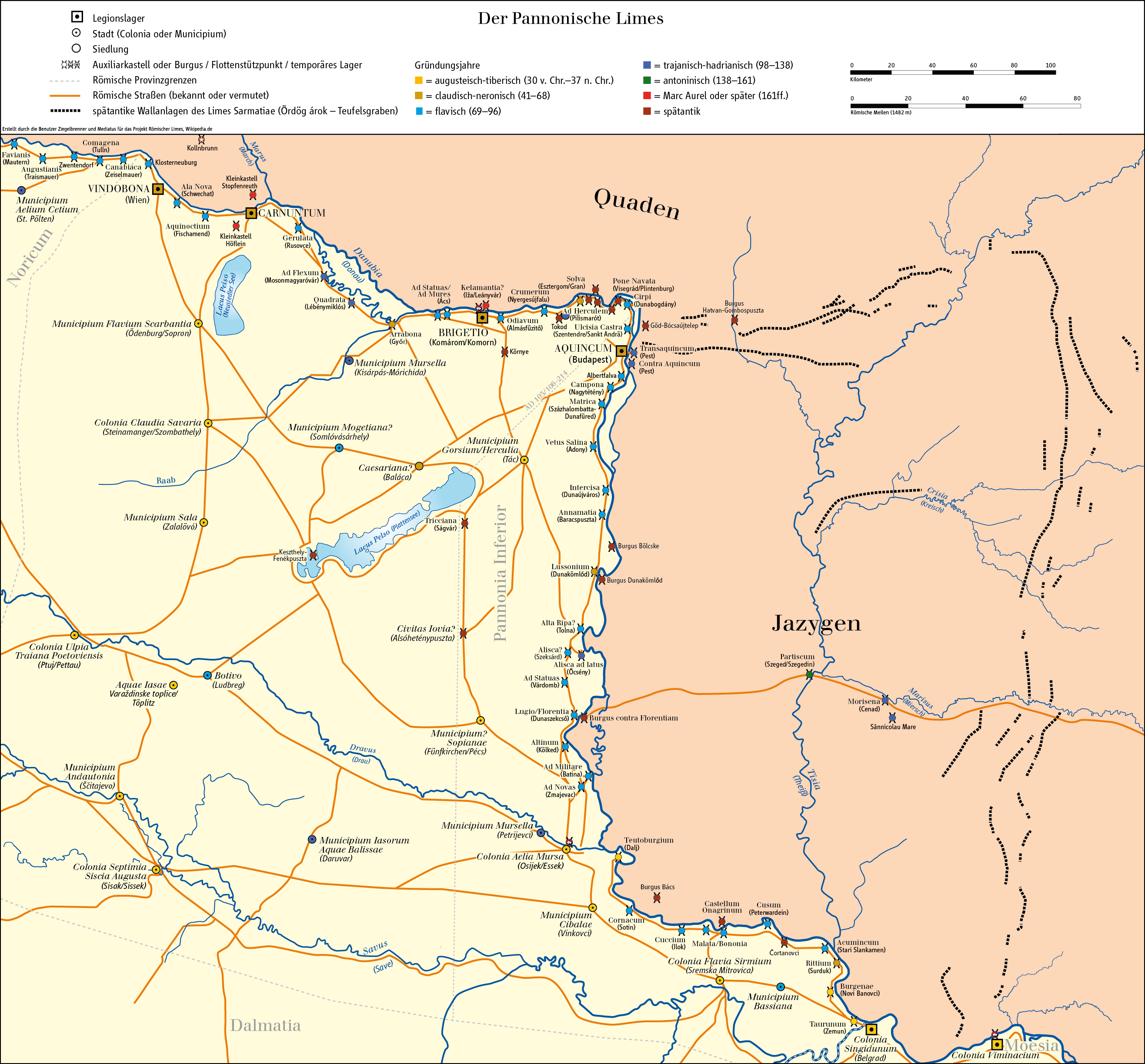
La posizione del forte all'interno del settore della Pannonia Superiore del Limes Danubiano.

Il nome Ad Flexum ("presso la curva/l'ansa") si riferisce sicuramente a una delle anse create dal Piccolo Danubio. Il forte è citato in alcune delle più importanti opere cartografiche o geografiche del mondo romano superstiti. Così, ad esempio, nell'Itinerarium Antonini, un elenco delle principali strade romane del III secolo d.C.. Nella tardoantica Tabula Peutingeriana il forte è collocato a 16 miglia romane (23,66 chilometri) da Gerulata. La Tabula Peutingeriana raffigura anche, a sudest di Ad Flexum, la stazione successiva di Stailuco. Questo luogo si trova a 13 miglia romane (19,23 chilometri) da Ad Flexum e viene solitamente identificato con il presidio Quadrata dell'Itinerarium Antonini.
Ad Flexum è citato anche nel volume tardo romano chiamato Notitia Dignitatum (presumibilmente 395/425-433 d.C.), in cui si indicano anche le truppe assegnate alla guarnigione del presidio.
Il geografo del I secolo d.C. Claudio Tolomeo menzionò Ad Flexum e vi associò la Legio Germanica XIIII Gemina,  ma vi sono molti dubbi circa l'accuratezza di queste informazioni. Lo storico Géza Alföldy (1935-2011) aveva inizialmente creduto nella correttezza di questa affermazione, tanto più che l'archeologo István Paulovics (1892-1952) scoprì due pietre da costruzione murate nella porta del castello di Mosonmagyaróvár con iscrizioni relative alle attività di costruzione di questa legione. L'origine delle iscrizioni è incerta. Pertanto, l'archeologo András Mócsy (1929-1987) ritenne che Tolomeo intendesse due dei luoghi più importanti del limes panonico non menzionati: Carnuntum e Aquincum. Forse l'antico geografo ha fatto confusione a tal proposito, tanto più che la Legio XIIII Gemina per secoli ebbe il quartier generale a Carnuntum.

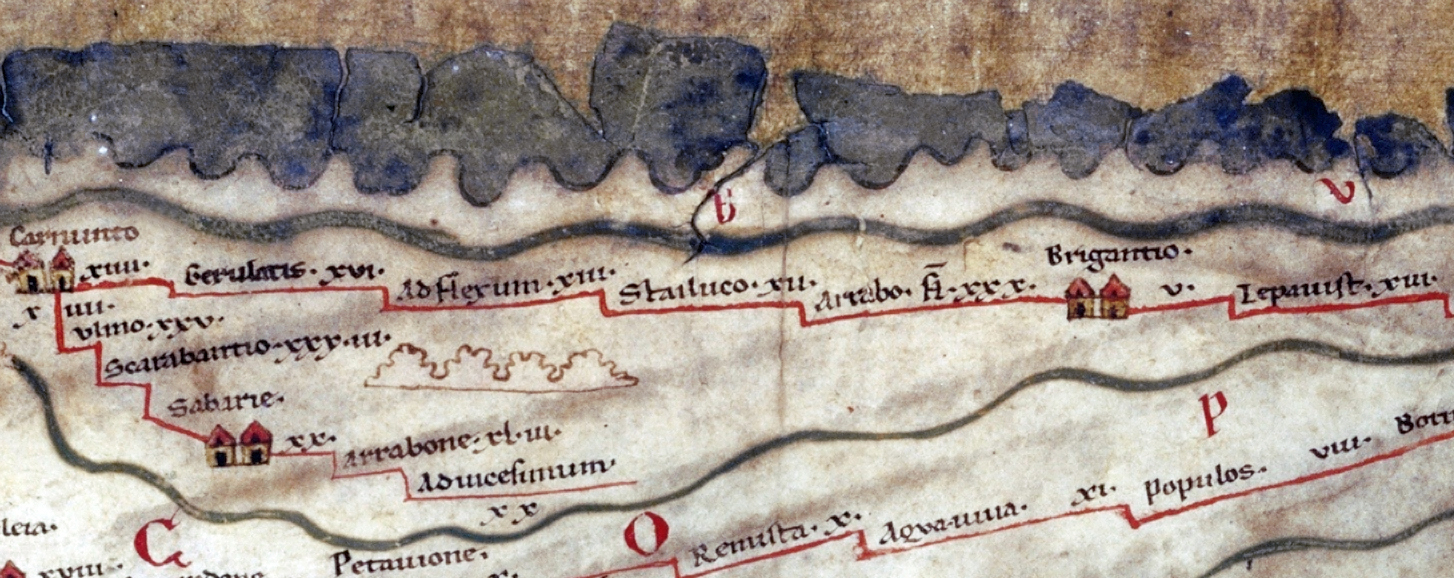
Estratto dalla Tabula Peutingeriana con le guarnigioni di frontiera e le distanze in miglia romane. I luoghi significativi sono contrassegnati con una doppia casa: Carnunto – 14 – Gerulatis – 16 – Ad Flexum – 13 – Stailuco – 12 – Arrabo fl. – 30 – Brigantio – 5 – Lepauist – 13.

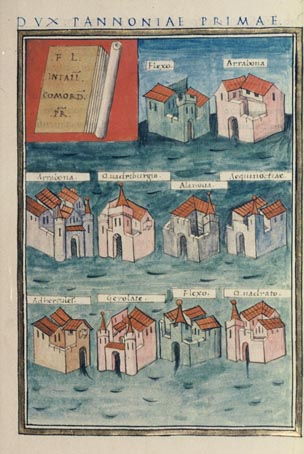
Ad Flexum (sopra) nella Notitia dignitatum, figura nella lista di forti del Dux Pannoniae Primae et Norici Ripensis

## Posizione
La topografia e l'idrologia nel territorio a sud di Mosonmagyarovar sono cambiate costantemente e in maniera notevole fin dall'antichità. 
Ma anche la zona dove sorgeva il presidio di Ad Flexum fu sottoposto a cambiamenti nel paesaggio.
La ragione di questo è il Danubio, che ha sempre cercato nuovi passaggi attraverso il territorio e con i suoi sedimenti e le inondazioni ha influito sulla flora e sulla fauna mediante lo sviluppo di percorsi sempre nuovi.
Le difficoltà causate dal Danubio nella coltivazione del terreno e nella costruzione delle strade furono mitigate durante l'optimum climatico dei primi due secoli dopo Cristo.
Più tardi l'uomo modificò notevolmente la topografia naturale. Le tracce dei fondi antichi si possono trovare in particolare ad ovest del Leitha, proveniente da nordovest, e in prossimità del punto in cui si unisce al Piccolo Danubio.
Vicino a questa foce, si rinvennero anche le fondamenta di un edificio monumentale tardoantico, che può essere probabilmente interpretata come un forte di confine.
Il Piccolo Danubio è un ramo in gran parte naturale del corso principale del Danubio, il quale scorre a nordest di esso.
Forma ampi meandri e definisce, con il corso principale, un'ampia isola, attraversata da numerosi bracci morti.

## Storia delle ricerche
Il primo a proporre l'identificazione di Ad Flexum con il piccolo paese posto a sud di Altenburg (in ungherese Moson) fu il geografo Philipp Clüver (1580–1623).
Nel 1939 Altenburg fu unita alla vicina Wieselburg (Magyaróvár) con il nome di Mosonmagyaróvár.
In occasione del loro viaggio lungo il Danubio, gli inglesi Richard Pococke (1704-1765) e suo cugino Geremia Milles (1714-1784) visitarono Altenburg.
Tra l'altro riferirono che: "Altenburg is thought to be Ad Flexum" ("Si presume che Antenburg sia Ad Flexum"). Ma lì non è possibile riscontrare alcun resto antico.
In seguito, le ricerche degli archeologi Agost Sõtér (1837-1905) e Rezsõ Pusztai (1926-2004) compiute rispettivamente nel XIX e nel XX secolo hanno prodotto preziosi risultati.
Nel 2003 Ágnes Aszt poté continuare le indagini sul Vicus.

## Forte,Vicuse necropoli
Le tracce di insediamento più consistenti sono state scoperte durante gli scavi effettuati nel 1886 da Sõtér, in campi lungo il canale Leitha.
Il sopra citato archeologo Pusztai ebbe il merito di aver sintetizzato i risultati della sua ricerca e di quelle dei suoi colleghi. Sulla base del suo materiale presentò alcune riflessioni sul corso di varie strade romane nella zona di ad Flexum; inoltre, ipotizzò la presenza della fortezza stessa in alcune parti del centro storico di Altenburg e del Parco Károly.
Così, nella Linhardt-Straße è stato portato in luce un muro monumentale largo 1,5 metri.
Ipotesi precedenti degli archeologi Paulovics e Aladár Radnóti (1913–1972) relative alla presenza del forte nel parco del castello del villaggio, sono ormai superate.
Rimane problematico uno scavo di Paulovics nel fossato del borog di Mosonmagyaróvár, in cui sosteneva di aver rinvenuto un grande muro, ma questo rinvenimento non fu documentato.
Nel corso di scavi effettuati nel 1974 da Péter Tomka e Pusztai, nei pressi del castello fu rinvenuta un'ampia trincea nella quale si rinvennero frammenti ceramici romani risalenti al I secolo d.C..
Oggi, invece, il forte è cercato all'interno del quartiere Lucsony. Nel 2003, Aszt scavò in un'area non edificata della torre dell'acqua di Lucsony e invenne i resti di edifici in pietra di Ad Flexum.
Questo ritrovamento fu un ulteriore elemento a supporto dell'ubicazione della guarnigione.
La ceramica più antica rinvenuta in loco indica che Ad Flexum fu fondato verso la fine del I secolo d.C..
Fra le sepolture più importanti finora trovate si segnalano alcune sepolture del IV secolo d.C..

## Truppe
Tra i più importanti ritrovamenti archeologici di carattere militare indubbiamente provenienti dal presidio di Ad Flexum vi sono sigilli della LEG(io) X GE (mina) P(ia) F(idelis) e della FIG(lina) SAB(iniana).
La Figlina Sabiniana era una fornace inizialmente gestita da privati, che nel IV secolo d.C. fu presa in carico dalla Legio II Italica di stanza a Lauriacum ed era situata presso Sankt Pantaleon-Erla, nel Distretto di Amstetten in Bassa Austria.
Di seguito si riportano le unità di stanza nel forte di Ad Flexum, note e ipotetiche:
| Periodo         | Nome delle truppe                                                  | Note |
| 118/119–176     | Cohors II Alpinorum equitata                                       | La presenza della seconda coorte dei cavalieri alpini a Ad Flexum prima che - cosa documentata - fosse stata di stanza nel forte di Dunabogdány è solo una congettura dell'archeologo Barnabás Lőrincz (1951-2012). |
| 176–?           | Cohors quingenaria Canathenorum et Trachonitarum                   | Fino alla presenza di unità documentate nella tarda antichità, Lőrincz, nel 2001, ipotizzò che fosse presente a Ad Flexum una "coorte forte di 500 uomini di Canatheni e Traconiti" del Vicino Oriente. |
| Età tardoantica | Cuneus equitum Dalmatarum, Equites promoti; cavalleria tardoromana | L'occupazione in età tardoantica del forte è nota tramite la Notitia Dignitatum. Essa fa riferimento a due gruppi di cavalleria. Lao squadrone di cavalleria dalmata fu istituito nella tarda antichità. Gli Equites promoti erano truppe inizialmente appartenenti alla cavalleria della legione, che poi, per effetto della loro specializzazione, furono costituite in unità indipendenti dell'esercito. Entrambe le unità erano sotto il comando di un Dux Pannoniae Primae et Norici Ripensis. |

## Reperti
I reperti provenienti da Ad Flexum e dai dintorni sono visibili presso l'Hanság-Museum a Mosonmagyaróvár. Nella porta del castello sono murate due iscrizioni romane, che fanno riferimento alle attività costruttive della Legio XIIII Gemina.

## Conservazione
I monumenti di Ungheria sono tutelati mediante inserimento nel registro dei monumenti in conformità con la legge n. LXIV del 2001. I siti archeologici romani di Mosonmagyaróvár, così come tutte le altre strutture del Limes, sono classificati, in accordo con il comma § 3.1, come beni culturali di interesse nazionale. Secondo il comma § 2.1, tutti i rinvenimenti sono di proprietà dello Stato, indipendentemente da dove si trovi il luogo di rinvenimento. La violazione del divieto di esportazione di reperti archeologici costituisce reato ed è punibile con la reclusione fino a tre anni.